# Cormons
Cormons é uma comuna italiana da região do Friuli-Venezia Giulia, província de Gorizia, com cerca de 7.473 habitantes. Estende-se por uma área de 34 km², tendo uma densidade populacional de 220 hab/km². Faz fronteira com Capriva del Friuli, Chiopris-Viscone (UD), Corno di Rosazzo (UD), Dolegna del Collio, Mariano del Friuli, Medea, Moraro, San Floriano del Collio, San Giovanni al Natisone (UD).

## Demografia
| Variação demográfica do município entre 1861 e 2011                               |
|                                                                                   |
| Fonte: Istituto Nazionale di Statistica (ISTAT) - Elaboração gráfica da Wikipedia |